# Lista de vereadores de Bom Jesus do Itabapoana
Esta é a lista de vereadores de Bom Jesus do Itabapoana, município brasileiro do estado do Rio de Janeiro.
A Câmara Municipal de Bom Jesus do Itabapoana, é formada por treze representantes.

## 19ª Legislatura (2021–2024)
Estes são os vereadores eleitos nas eleições de 15 de novembro de 2020, pelo período de 1° de janeiro de 2021 a 31 de dezembro de 2024:
| Mesa Diretora (2021-2022)         |                       |                        |                           |
| Nome                              | Início do mandato     | Fim do mandato         | Cargo                     |
| Luciara Amil Nunes Azevedo (Rep.) | 1º de janeiro de 2021 | 31 de dezembro de 2022 | Presidente da Câmara      |
| Maycon Chaves da Silva (SD)       | 1º de janeiro de 2021 | 31 de dezembro de 2022 | Vice-presidente da Câmara |
| Marcelo Vieira Pereira (DEM)      | 1º de janeiro de 2021 | 31 de dezembro de 2022 | 1º Secretário             |
| Clério Tadeu da Silva (PSL)       | 1º de janeiro de 2021 | 31 de dezembro de 2022 | 2º Secretário             |

|    | Nome                                                                                    | Partido                             | Votos | %    | Observações |
| -- | --------------------------------------------------------------------------------------- | ----------------------------------- | ----- | ---- | ----------- |
| 1  | Leonardo Dutra de Carvalho, Léo Xambão (Rio de Janeiro, 30.09.1978–)                    | Solidariedade (SD)                  | 1.002 | 4,46 | 2º mandato  |
| 2  | Sérgio Ney Borges Crizóstomo (Bom Jesus do Itabapoana, 11.02.1975–)                     | Solidariedade (SD)                  | 878   | 3,91 | 2º mandato  |
| 3  | Clério Tadeu da Silva, Clerinho da Soledade (Bom Jesus do Itabapoana, 02.08.1966–)      | Partido Social Liberal (PSL)        | 844   | 3,75 | 1º mandato  |
| 4  | José Luiz Rezende do Carmo (Bom Jesus do Itabapoana, 14.01.1962–)                       | Partido Socialista Brasileiro (PSB) | 805   | 3,58 | 2º mandato  |
| 5  | Marcelo Vieira Pereira, Marcelinho Vieira (Bom Jesus do Itabapoana, 17.04.1975–)        | Democratas (DEM)                    | 801   | 3,56 | 1º mandato  |
| 6  | Samuel Júnior Soares de Aguiar (Bom Jesus do Itabapoana, 16.11.1966–)                   | Solidariedade (SD)                  | 773   | 3,44 | 1º mandato  |
| 7  | Maycon Chaves da Silva (Bom Jesus do Itabapoana, 06.12.1984–)                           | Solidariedade (SD)                  | 740   | 3,29 | 2º mandato  |
| 8  | Eduardo Alves Paiva (Bom Jesus do Itabapoana, 29.01.1971–)                              | Partido Social Democrático (PSD)    | 630   | 2,80 | 1º mandato  |
| 9  | Cleber Reis do Nascimento, Clebinho Reis (Rio de Janeiro, 30.10.1979–)                  | Partido Social Democrático (PSD)    | 616   | 2,74 | 1º mandato  |
| 10 | Moacir Oliveira de Almeida, Moacir da Figueiredo (Bom Jesus do Itabapoana, 15.03.1979–) | Solidariedade (SD)                  | 574   | 2,55 | 2º mandato  |
| 11 | Leonardo Gualande Almeida, Léo Gás (Bom Jesus do Itabapoana, 11.02.1981–)               | Partido Social Democrático (PSD)    | 570   | 2,54 | 1º mandato  |
| 12 | Antônio da Silveira Costa, Toinzinho da Saúde (Bom Jesus do Itabapoana, 04.09.1962–)    | Democratas (DEM)                    | 447   | 1,99 | 1º mandato  |
| 13 | Luciara Amil Nunes Azevedo (2021-2022) (Itaperuna, 28.01.1974–)                         | REPUBLICANOS                        | 310   | 1,38 | 1º mandato  |

## 18ª Legislatura (2017–2020)
Estes são os vereadores eleitos nas eleições de 2 de outubro de 2016, pelo período de 1° de janeiro de 2017 a 31 de dezembro de 2020:
|    | Nome                                                                                    | Partido                                            | Votos | %    | Observações |
| -- | --------------------------------------------------------------------------------------- | -------------------------------------------------- | ----- | ---- | ----------- |
| 1  | Sérgio Ney Borges Crizostomo (Bom Jesus do Itabapoana, 11.02.1975–)                     | Partido Renovador Trabalhista Brasileiro (PRTB)    | 1.003 | 4,42 | 1º mandato  |
| 2  | Paulo Roberto Pimentel, Paulinho do Adílio (Bom Jesus do Itabapoana, 30.08.1966–)       | Partido Democrático Trabalhista (PDT)              | 827   | 3,65 | 1º mandato  |
| 3  | Washington de Assis Nogueira (Itaperuna, 06.02.1962–)                                   | Partido do Movimento Democrático Brasileiro (PMDB) | 704   | 3,11 | 1º mandato  |
| 4  | Leonardo Dutra de Carvalho, Léo Xambão (2017-2020) (Rio de Janeiro, 30.09.1978–)        | Partido Trabalhista Brasileiro (PTB)               | 683   | 3,01 | 1º mandato  |
| 5  | Raphael Siqueira Gomes, do Ralph (Bom Jesus do Itabapoana, 04.04.1985–)                 | Partido do Movimento Democrático Brasileiro (PMDB) | 571   | 2,52 | 1º mandato  |
| 6  | Antonio Gonçalves Teixeira, Toninho do Bar (Bom Jesus do Itabapoana, 05.08.1948–)       | Partido Trabalhista Nacional (PTN)                 | 542   | 2,39 | 1º mandato  |
| 7  | José Luiz Rezende do Carmo, Zé Luiz (Bom Jesus do Itabapoana, 14.01.1962–)              | Partido Trabalhista do Brasil (PTdoB)              | 514   | 2,27 | 1º mandato  |
| 8  | Waldeir da Silva Chrisostomo (Bom Jesus do Itabapoana, 18.11.1957–)                     | Partido do Movimento Democrático Brasileiro (PMDB) | 507   | 2,24 | 1º mandato  |
| 9  | Clóvis de Souza Pereira, da Farmácia (Mimoso do Sul, 02.04.1964–)                       | Partido da República (PR)                          | 498   | 2,20 | 1º mandato  |
| 10 | Moacir Oliveira de Almeida, Moacir da Figueiredo (Bom Jesus do Itabapoana, 15.03.1979–) | Partido Republicano Brasileiro (PRB)               | 427   | 1,88 | 1º mandato  |
| 11 | Fabricio Cadei Mendes (Bom Jesus do Itabapoana, 23.09.1973–)                            | Democratas (DEM)                                   | 374   | 1,65 | 1º mandato  |
| 12 | Chermem Lepre, Cherminho (Bom Jesus do Itabapoana, 23.04.1965–)                         | Democratas (DEM)                                   | 312   | 1,38 | 1º mandato  |
| 13 | Maycon Chaves da Silva (Bom Jesus do Itabapoana, 06.12.1984–)                           | Democratas (DEM)                                   | 301   | 1,33 | 1º mandato  |

## Legenda
| Cor  | Significado          |
| Bege | Presidente da Câmara |
| Azul | Suplente             |